# リントゥ
株式会社リントゥは、日本の芸能事務所。

## 概要
- 大手芸能事務所アミューズを2019年12月末に退社した山口雄一が独立後、設立した。
- 所属アーティストである高橋優はアミューズと2020年6月30日付で専属契約を満了[1]、退社後に所属。
- 2021年2月28日、公式サイトを公開した。

## 所属者
- 高橋優
- 種田恵